# Col de Panissars
Le col de Panissars est un col pyrénéen situé sur la frontière entre l'Espagne et la France, entre Le Perthus et La Jonquera. Il marque l'extrémité occidentale du massif des Albères.

## Géographie
Situé à 325 m d'altitude, tout à l'est des Pyrénées, le col de Panissars n'est séparé du col du Perthus que par une colline, sur laquelle trône le fort de Bellegarde. Il est courant de considérer[réf. souhaitée] que le massif des Albères est séparé du reste des Pyrénées par le col du Perthus ou celui de Panissars.

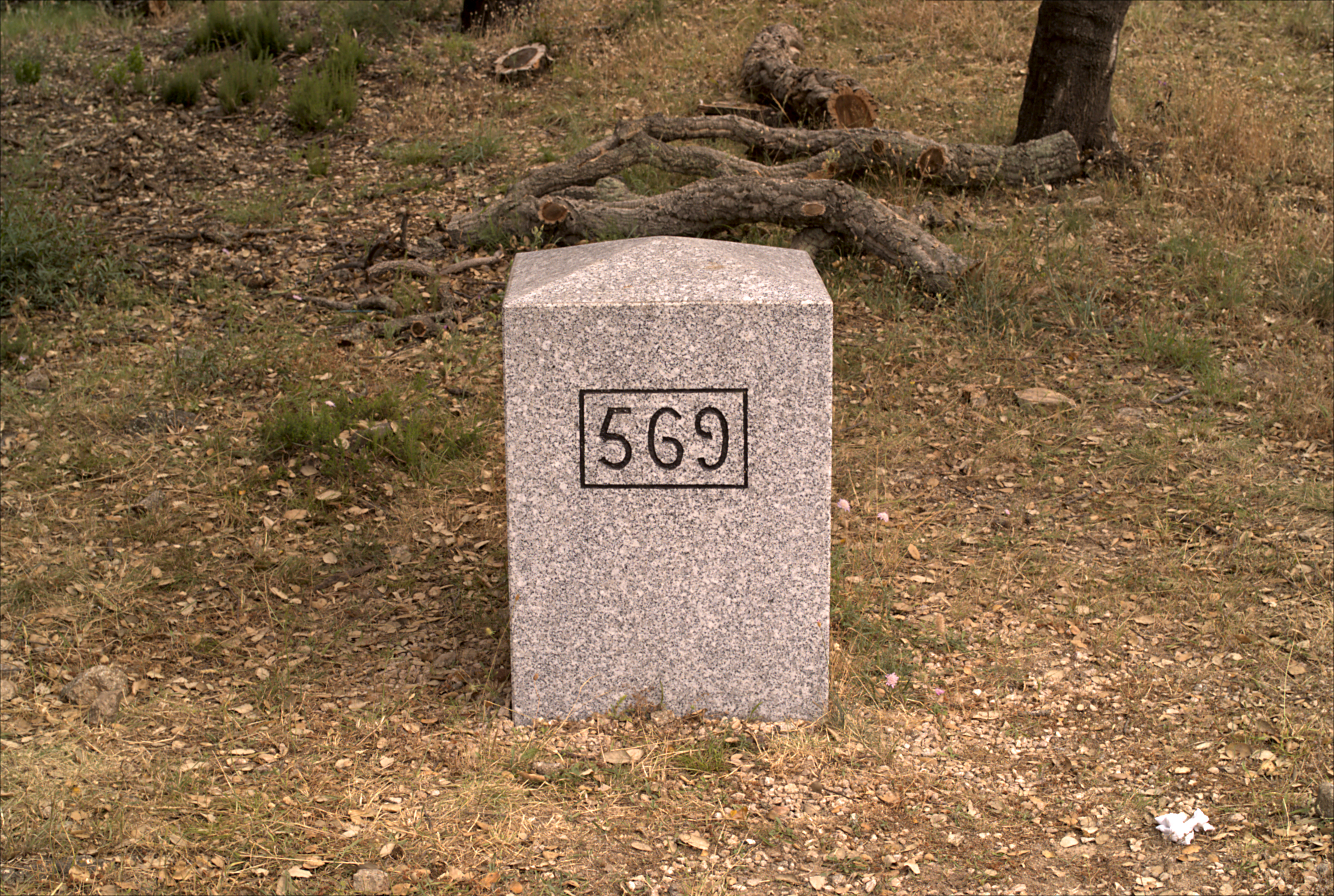
Borne frontière no 569.

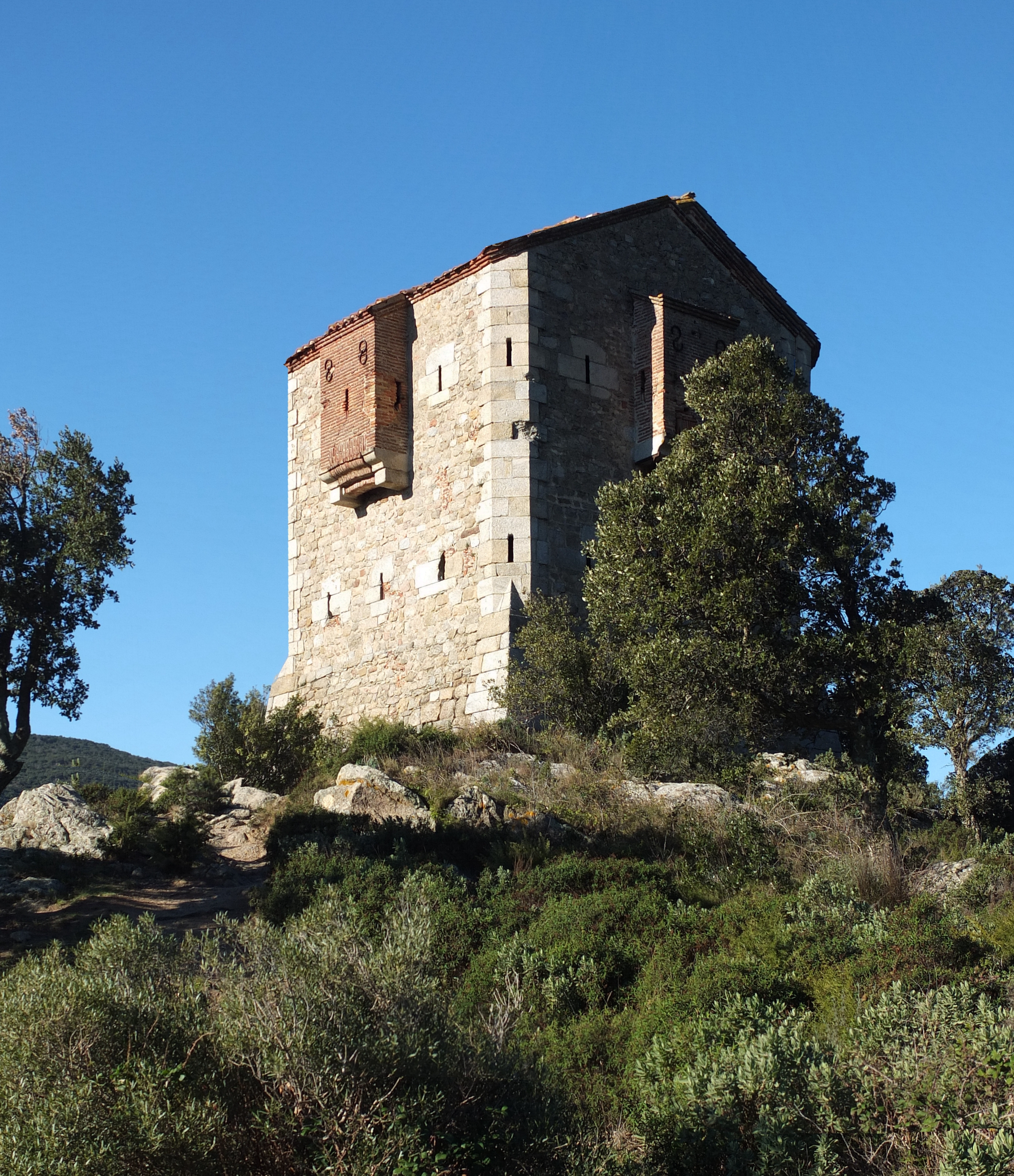
La redoute de Panissars.

Le col de Panissars, comme son voisin du Perthus, relie les plaines du Roussillon et de l'Empordà. La Rome prend sa source sur son flanc nord.
Administrativement, le col de Panissars est situé sur la commune française du Perthus (département des Pyrénées-Orientales, région Occitanie) et la municipalité espagnole de La Jonquera (Alt Empordà, province de Gérone, Catalogne).
Sur ce col se trouve un cimetière militaire et, à proximité, la nouvelle borne-frontière no 569 en granit. L'ancien modèle, quelque peu dégradé, est entreposé dans la cour principale du fort de Bellegarde. En contrebas du col, près du réservoir et de la redoute de Panissars, la pyramide frontière no 568 sépare les deux pays. À deux cent cinquante mètres vers l'ouest, la pyramide frontière no 567 surplombe le site archéologique du même nom.

## Histoire
Lieu de passage depuis la Préhistoire, il est situé à la jonction entre la via Augusta et la via Domitia romaines. Pompée y fit élever le trophée de Pompée, un monument à sa propre gloire pour célébrer sa victoire sur une révolte en Hispanie.
En 1285, les troupes du roi de France Philippe le Hardi y subirent une sévère défaite face à celles du roi Pierre le Grand d'Aragon. Philippe mourut quatre jours plus tard à Perpignan. Cette bataille du col de Panissars mit un terme à la croisade d'Aragon qui opposait les deux royaumes.
À l'époque contemporaine, les principales voies de passage (autoroute et route nationale) empruntent le col du Perthus tout proche. Les deux cols ne sont séparés que par une colline, sur laquelle se trouve le fort de Bellegarde construit et agrandi par les royaumes de Majorque, d'Aragon, d'Espagne et de France qui ont exercé successivement leur souveraineté sur ce lieu.

### Site archéologique de Panissars
En 71 av. J.-C., le col était connu sous le nom de Summum Pyrenaeum et était le point de jonction de la Via Domitia au nord et de la Via Augusta au sud. Les restes visibles le long de la voie Domitienne sont vraisemblablement ceux du Trophée de Pompée érigé par Pompée et plusieurs fois mentionné par les textes antiques après la conquête de l'Espagne à la frontière entre Gaule et Hispanie et qui matérialise cette jonction.
Le site fut utilisé comme carrière de pierres pour divers édifices de la zone. Des fortifications romaines tardives du col du Perthus, la construction et la restauration des forteresses des Cluses, autour du IVe siècle et éventuellement jusqu'au début du Ve siècle réutilisent déjà certains blocs de grand appareil montrant que la construction fut très tôt réutilisée comme carrière de pierre.
La construction sur ce site d'un prieuré bénédictin dédié à sainte Marie, au XIe siècle, sur la route « de Saint Jacques de Compostelle » fit disparaître presque complètement ce qu'il restait du trophée. Les besoins en matériaux de construction pour le développement du fort de Bellegarde à 400 m à l'est par Vauban achevèrent de faire disparaître le site – trophée et prieuré. Néanmoins, la marque qu'avait laissé le trophée dans la littérature antique, le fait qu'il avait servi de modèle à d'autres trophées, notamment dans les Alpes, et les divers enjeux politiques sur l'établissement de la frontière entre la France et l'Espagne – par le col de Panissars et du col du Perthus ou par le massif des Corbières – favorisèrent la recherche des restes de ce site archéologique. Après de nombreuses recherches vaines le long de la voie domitienne, il fut redécouvert en 1983 sur le col de Panissars.
Ce site fait conjointement l'objet d'un classement au titre des monuments historiques français (arrêté du 8 mars 2010) et d'une protection comme bien culturel d'intérêt local (Bé Cultural d'Interès Local) par la Catalogne.

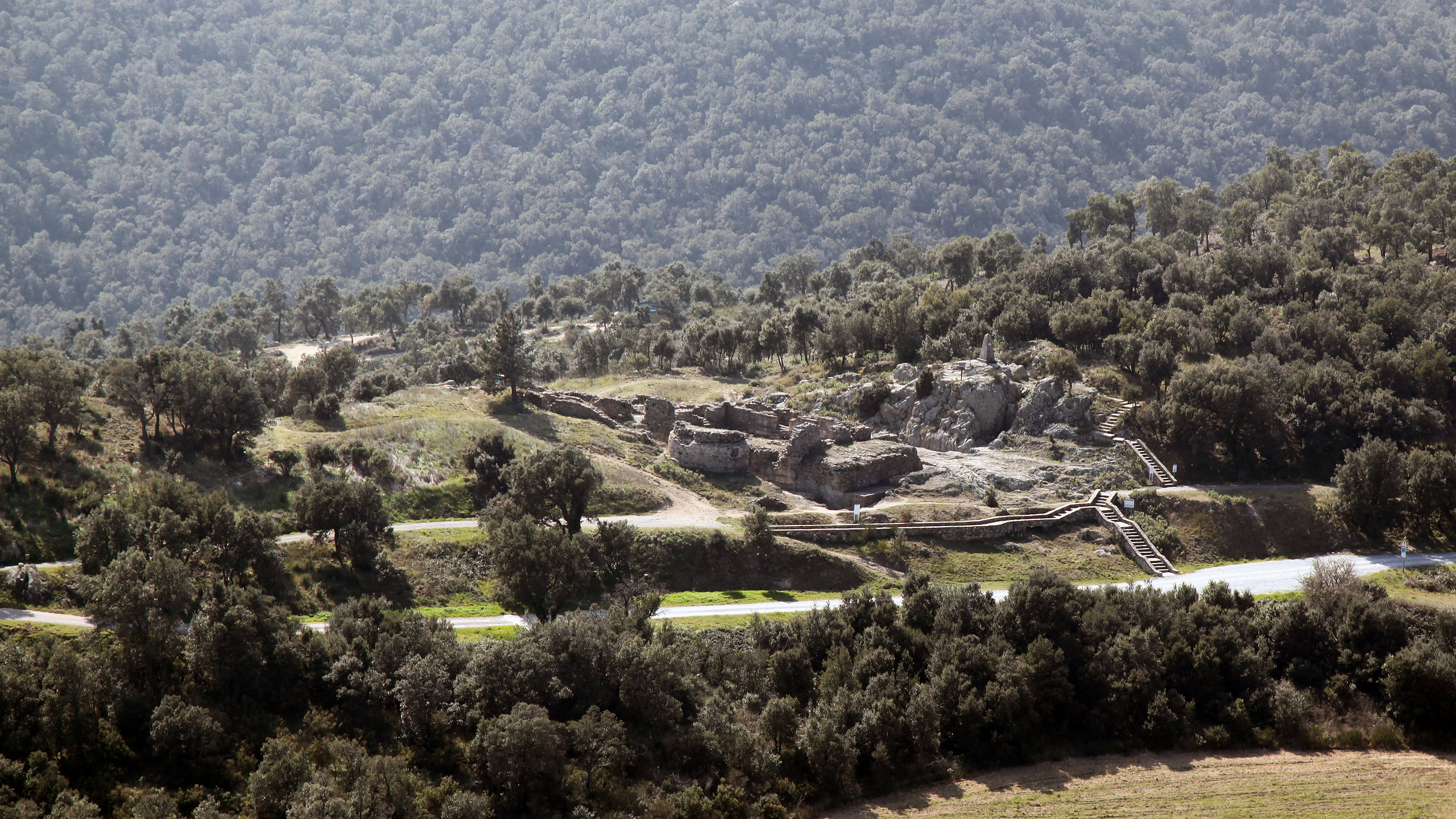
Vue générale
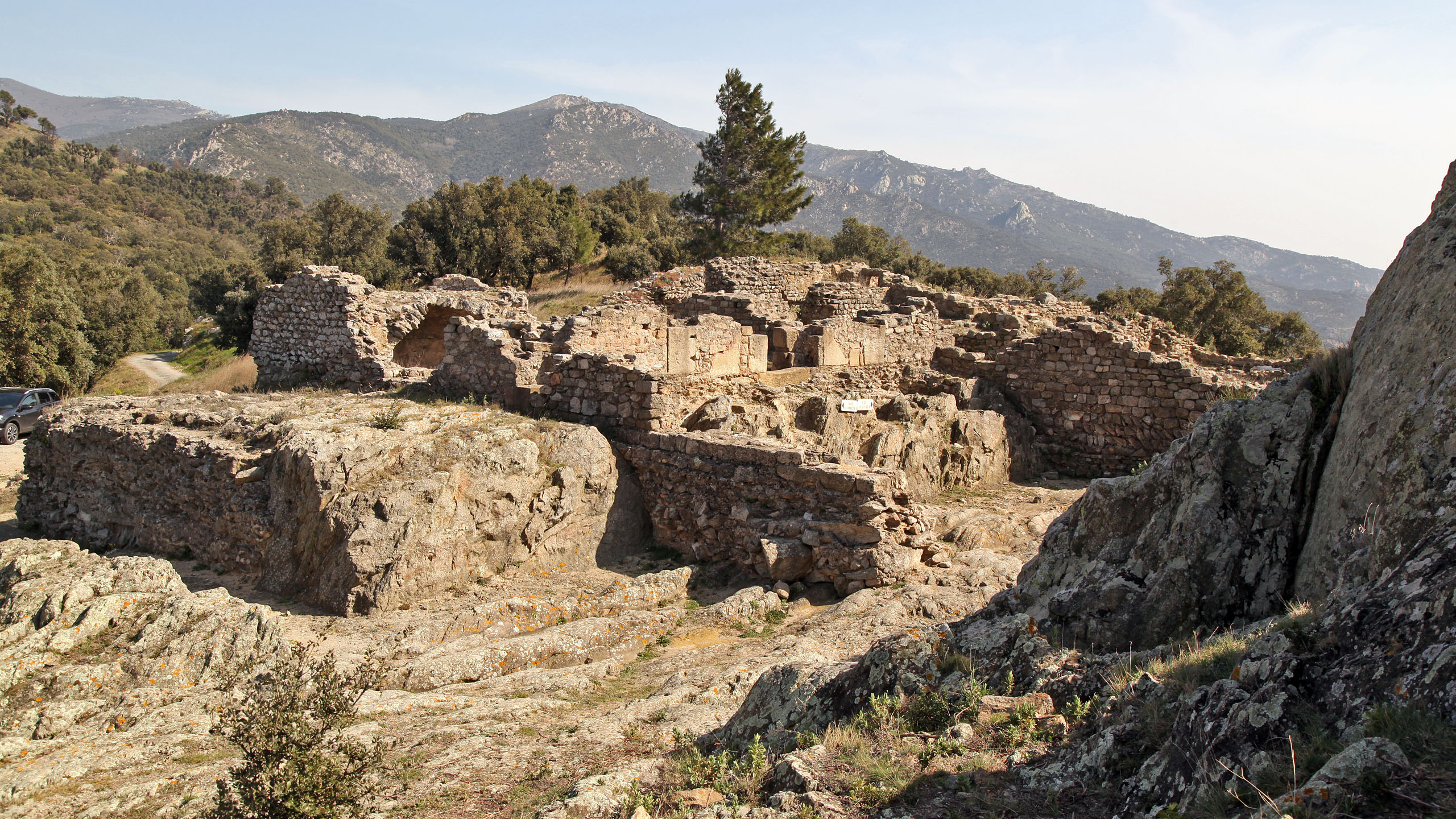
La voie romaine
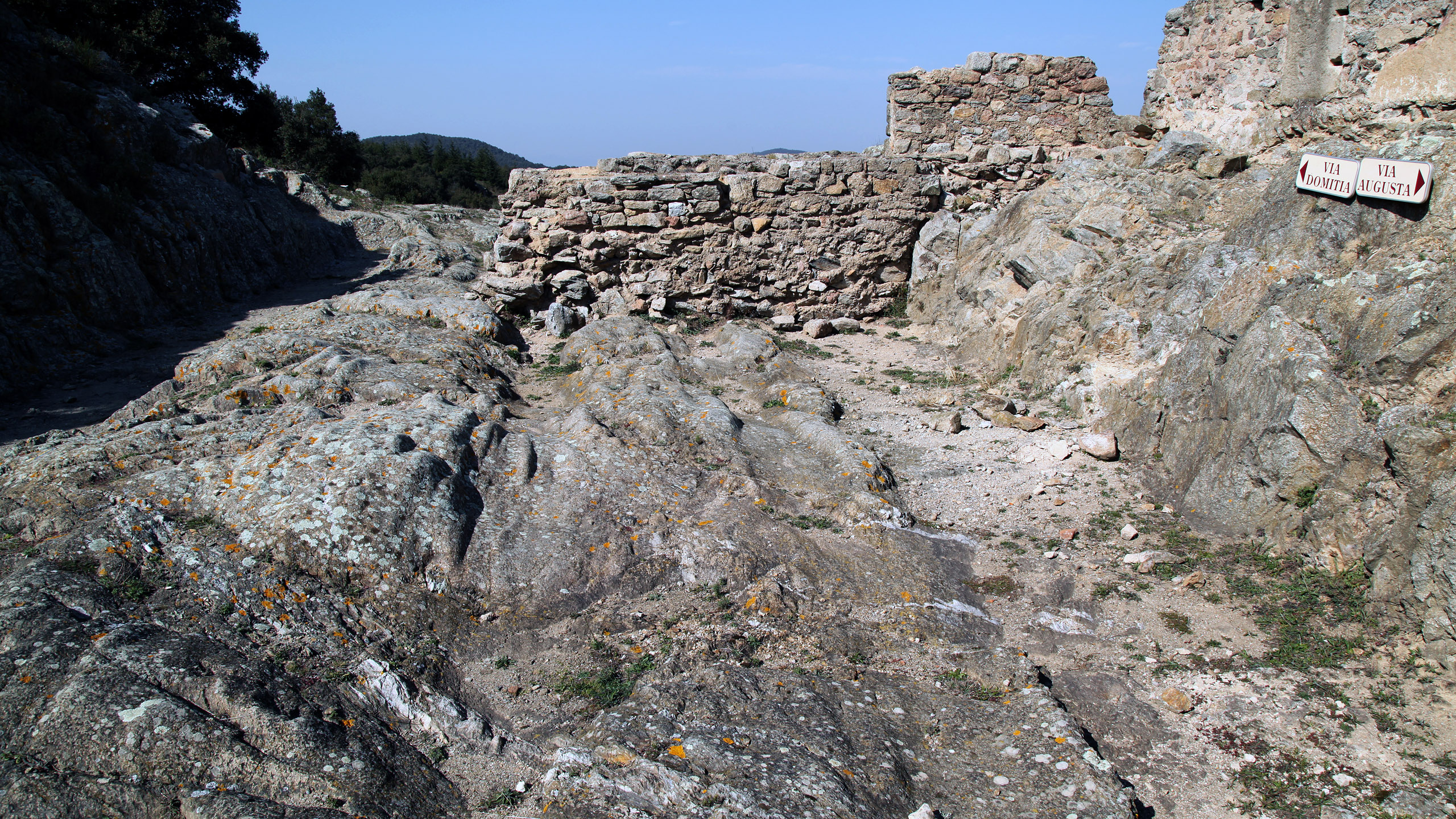
Traces dans la pierre